# أليكس براون
أليكس براون (بالإنجليزية: Alex Brown)‏ (30 سبتمبر 1992 في المملكة المتحدة - ) هو لاعب كرة قدم بريطاني في مركز الوسط. لعب مع نادي غيلينغهام وميدستون يونايتد ونادي كوربي تاون وWhitstable Town F.C. ‏.

## وصلات خارجية
- أليكس براون على موقع قاعدة بيانات كرة القدم.إي يو (الإنجليزية)